# (36462) 2000 QV11
2000 QV11 (asteroide 36462) é um asteroide da cintura principal. Possui uma excentricidade de 0.24820430 e uma inclinação de 15.41972º.
Este asteroide foi descoberto no dia 24 de agosto de 2000 por LINEAR em Socorro.